# Narathura babsi
Narathura babsi är en fjärilsart som beskrevs av James John Joicey och Talbot 1917. Narathura babsi ingår i släktet Narathura och familjen juvelvingar. Inga underarter finns listade i Catalogue of Life.